# José María Bustamante
José María Bustamante (Toluca, 1777-Ciudad de México, 1861) fue un compositor mexicano.
Fue conocido por su heroico melodrama México libre; además, escribió una ópera y música de iglesia. 
- Datos: Q1709439